# Araucària de Xile
L'araucària de Xile o pi de Xile (Araucaria araucana) és una espècie de conífera de la família de les araucariàcies (Araucariaceae). És una espècie declarada en perill d'esdevenir extinta per la Unió Internacional per a la Conservació de la Natura i inclosa a la seva Llista Vermella.

## Descripció
És un arbre perenne que pot atènyer fins a 40 metres d'altura i el seu tronc a 2 m de diàmetre. Les seves fulles són gruixudes, en forma d'esquama, triangulars, de 3–4 cm de llarg i d'1–3 cm d'ample a la base i amb les vores i la punta agudes.
Normalment és una planta de sexualitat dioica, però ocasionalment es veuen individus amb els dos sexes en el mateix peu (monoics). Les pinyes masculines són oblongues i amb forma de cogombre, de 8–12 cm de llarg i 5–6 cm d'ample. Les pinyes femenines maduren 18 mesos després de la pol·linització, són globoses, de 12–20 cm de diàmetre, amb uns 200 pinyons que fan de 3 a 4 cm de llarg.

## Hàbitat
És originari del centre i sud de Xile i l'oest de l'Argentina. Generalment, creixen en zones de més de 1.000 m d'altitud amb molta neu a l'hivern, però també es troben al sud del Brasil. Els arbres juvenils tenen un port piramidal o cònic i quan són madurs fan una mena de para-sol. Prefereixen un sòl ben drenat lleugerament àcid o volcànic, però toleren gairebé qualsevol terreny ben drenat.

## Cultiu i usos

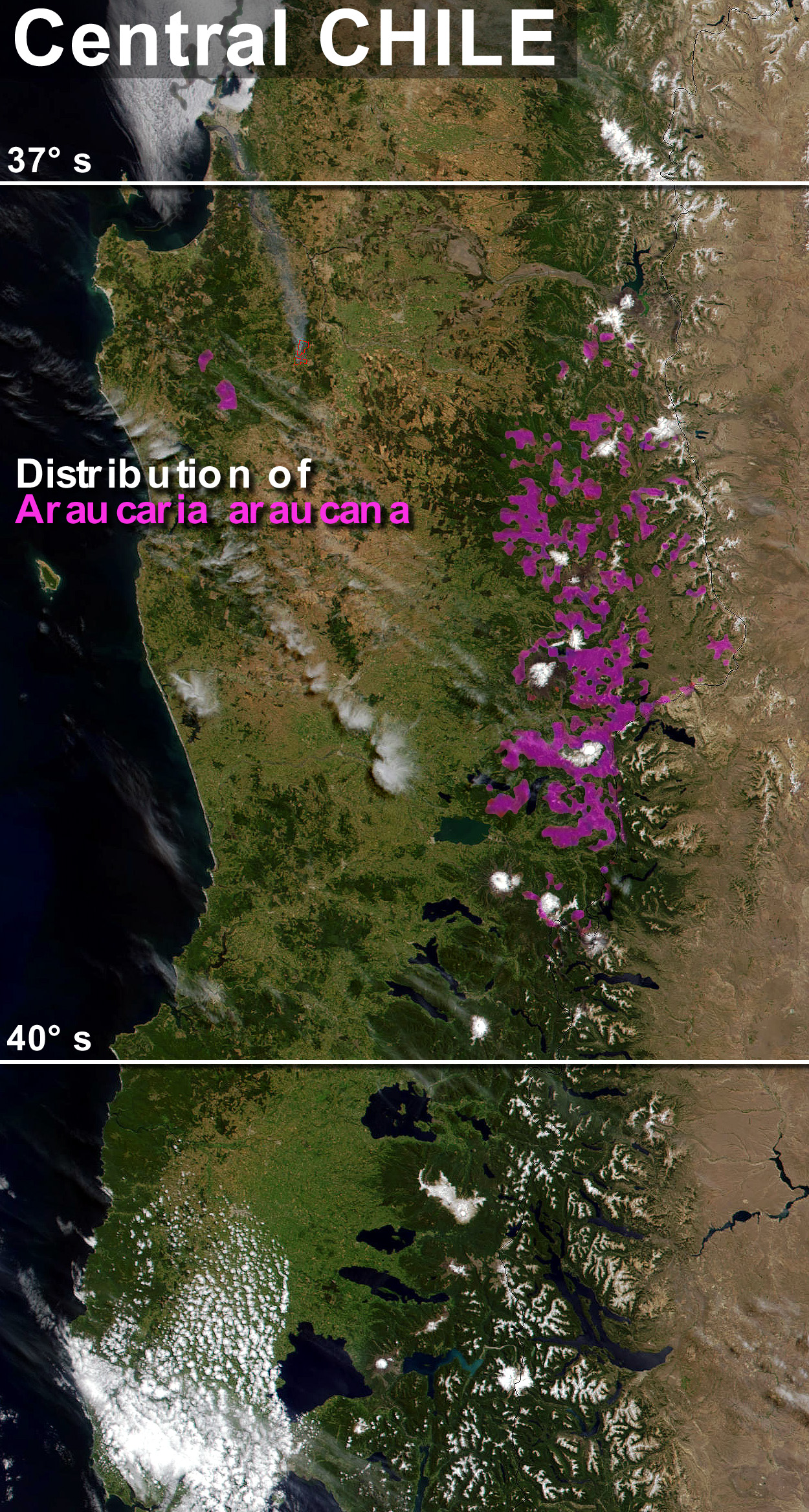
Mapa de distribució d'Araucaria araucana al Xile central.

L'araucària de Xile és un arbre ornamental molt estès. Prefereix els climes temperats amb molta pluviometria, tolera glaçades fins a uns -20 °C; pot créixer al nord d'Europa i fins i tot en parts del Canadà.
Els seus pinyons són comestibles i se'n cullen molts a Xile i Brasil. Però no apareixen els pinyons fins que aquestes araucàries tenen de 30 a 40 anys. Actualment, rarament se'n fa servir la fusta, la qual era sagrada per als amerindis maputxes. Aquest arbre està protegit legalment; des de l'any 1971 està inclòs en la llista CITES com a espècie amenaçada.

## Descobriment
Quan els europeus van descobrir aquesta espècie, a la dècada de 1780, va rebre el nom de Pinus araucana per part de Molina el 1782. El 1789, de Jussieu va formar el nou gènere Araucaria basat en aquesta espècie, i el 1797 Pavón l'anomenà Araucaria imbricata (que és un nom invàlid per no haver fet servir l'epítet de Molina). Finalment, el 1873, Koch publicà la combinació Araucaria araucana. El nom araucana prové dels araucans. Una altra tribu, els pehuenches, rep el seu nom pel fet de menjar els pinyons de l'araucària de Xile. Pehuen significa 'araucària' i che 'persona' en mapudungun.

## Plantes relacionades
El recentment descobert pi Wollemi, Wollemia, del sud-est d'Austràlia, probablement és la planta més relacionada amb Araucaria araucana.

## Taxonomia
Araucaria araucana va ser descrita per Juan Ignacio Molina i K. Koch, i publicat a Dendrologie 2(2): 206, a l'any 1873.
Etimologia
Araucaria: nom genèric que prové dels araucans.
araucana: epítet que prové dels araucans.
Sinonímia
- Abies araucana Poir.
- Araucaria araucana f. virgata Schwer.
- Araucaria araucana subsp. conguillioensis Silba
- Araucaria araucana var. angustifolia Dallim. & A.B.Jacks.
- Araucaria chilensis Mirb.
- Araucaria dombeyi A.Rich.
- Araucaria imbricata Pav.
- Araucaria imbricata var. platifolia G.Nicholson
- Columbea imbricata Carrière
- Columbea imbricata var. densa Carrière
- Columbea imbricata var. denudata Carrière
- Columbea imbricata var. distans Carrière
- Columbea imbricata var. latifolia Carrière
- Columbea imbricata var. striata Carrière
- Columbea quadrifaria Salisb.
- Dombeya araucana (Molina) Raeusch.
- Dombeya chilensis Lam.
- Pinus araucana Molina[11]

## Imatges

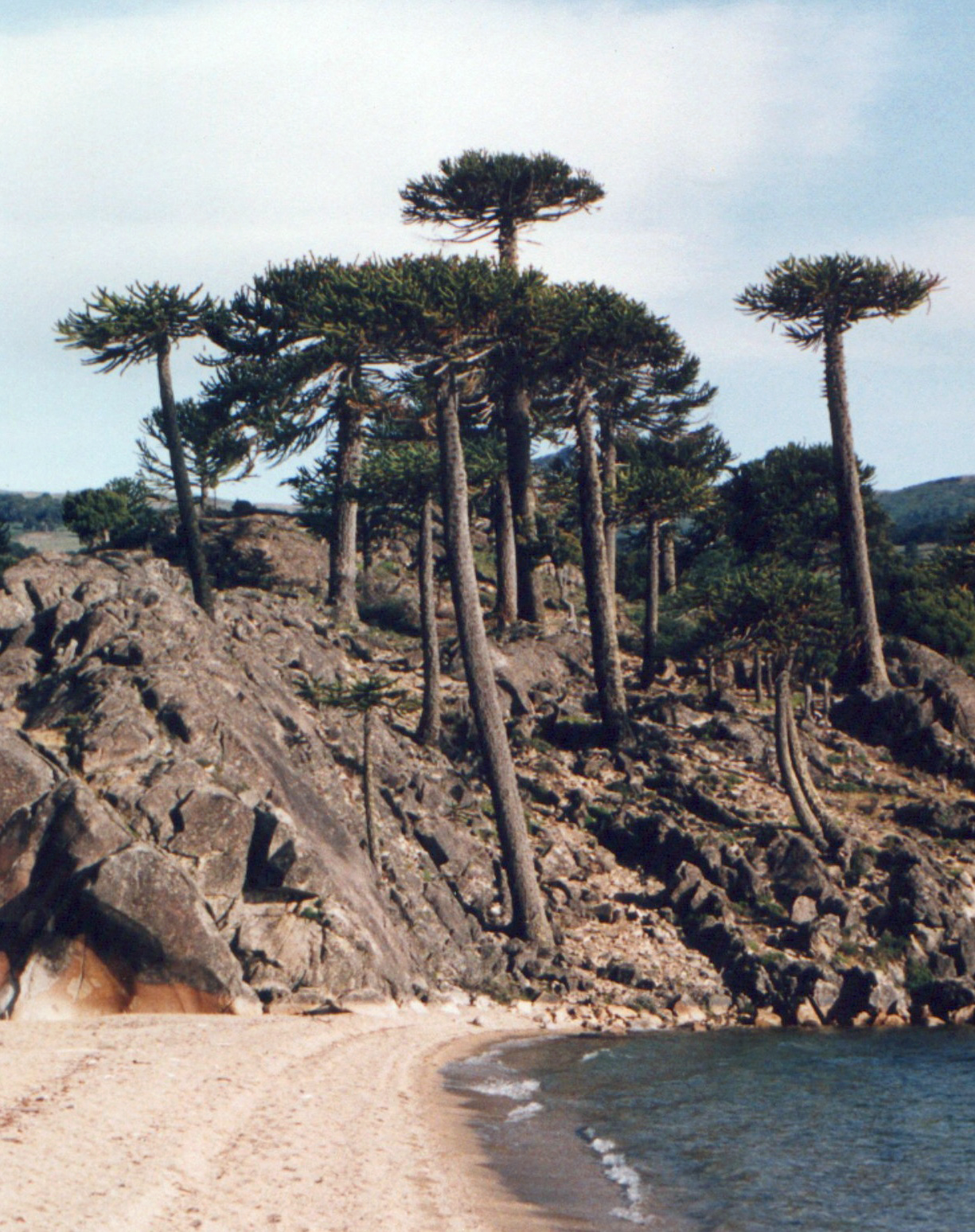
Araucaria araucana als Andes
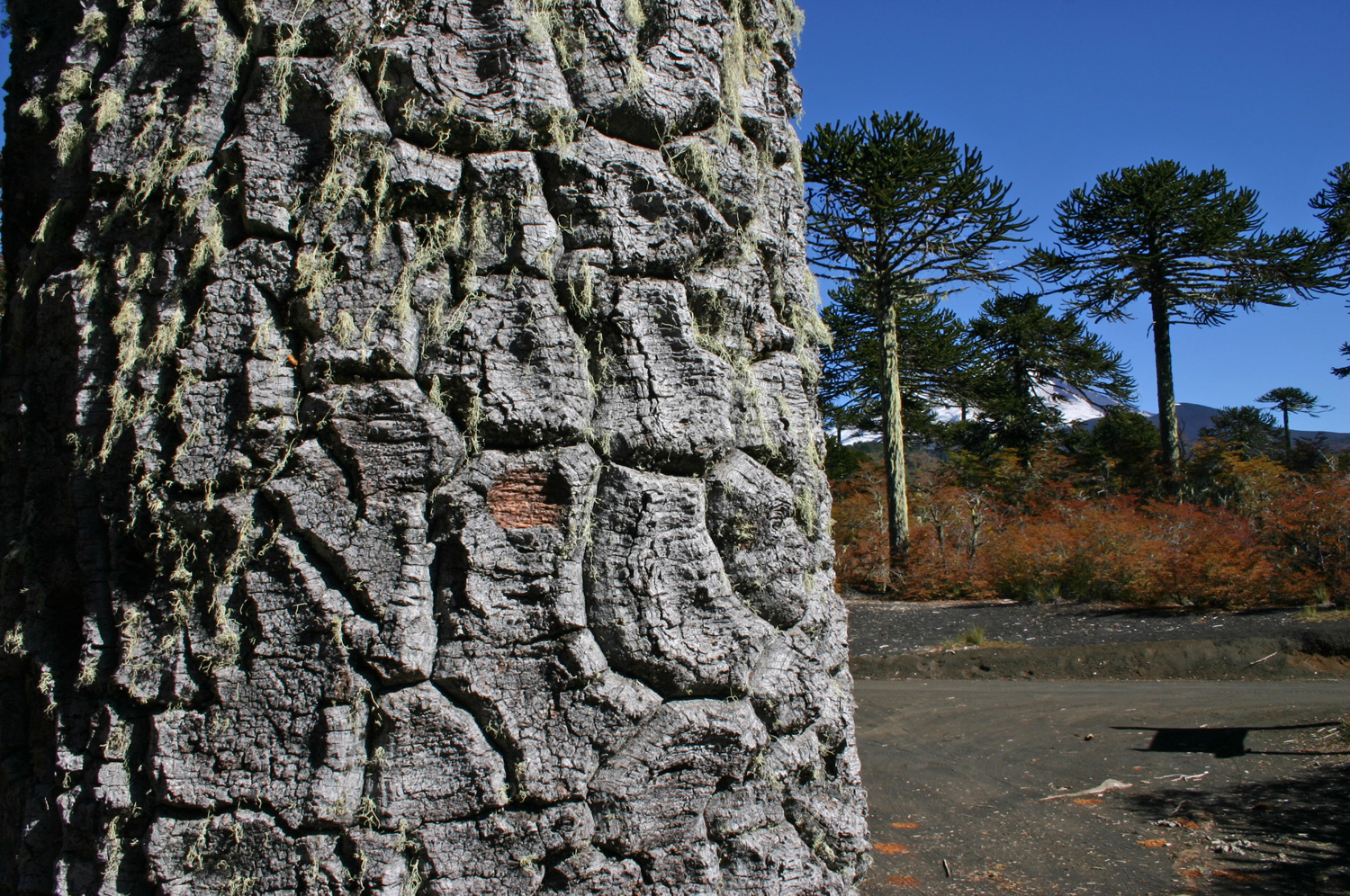
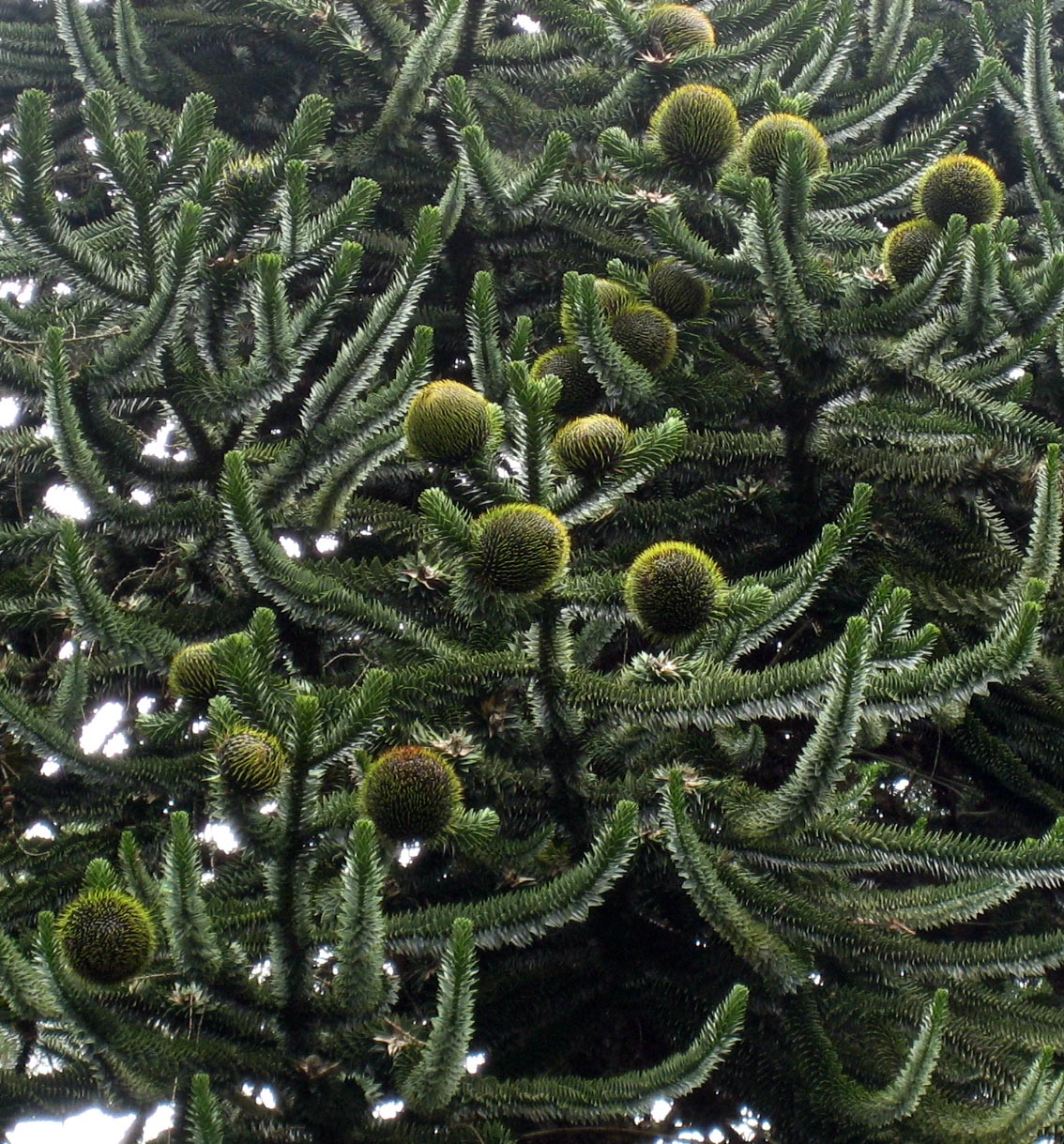
Pinyes femenines
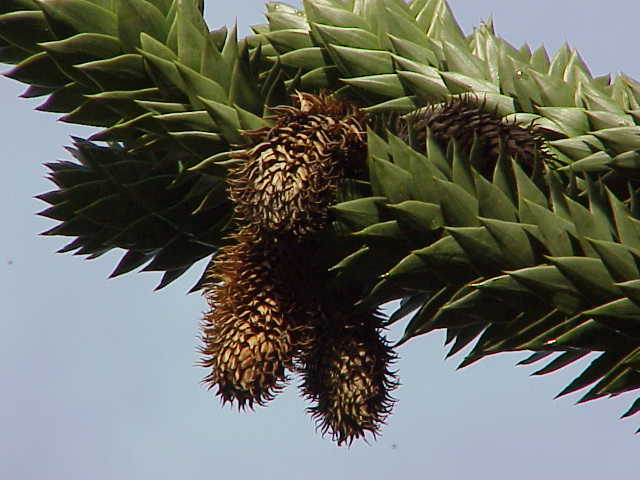
Pinyes masculines
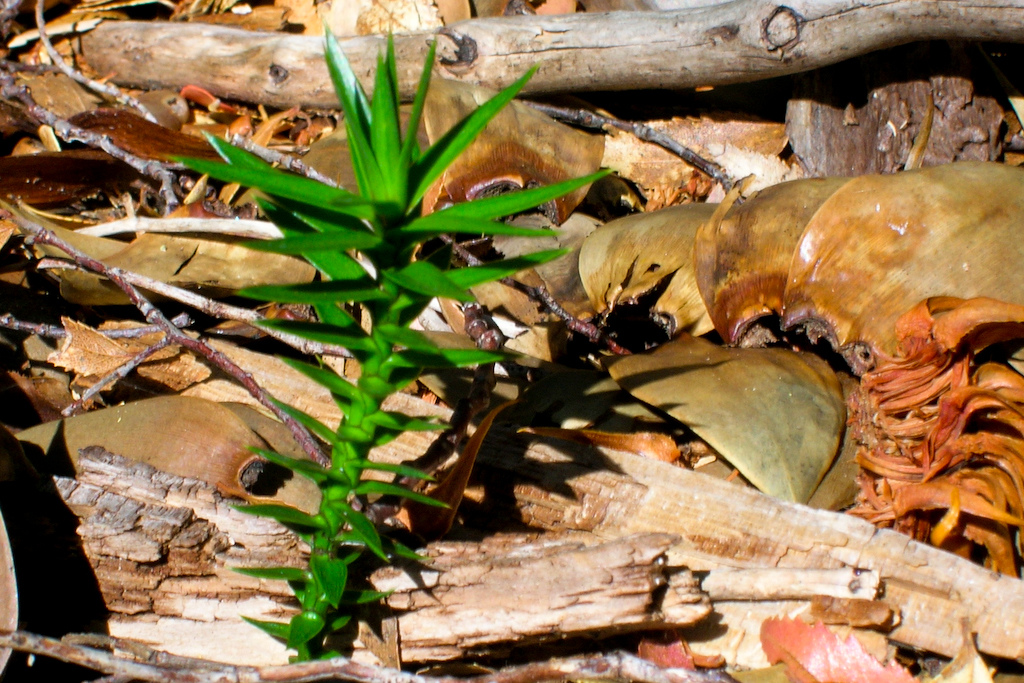
Fullatge juvenil
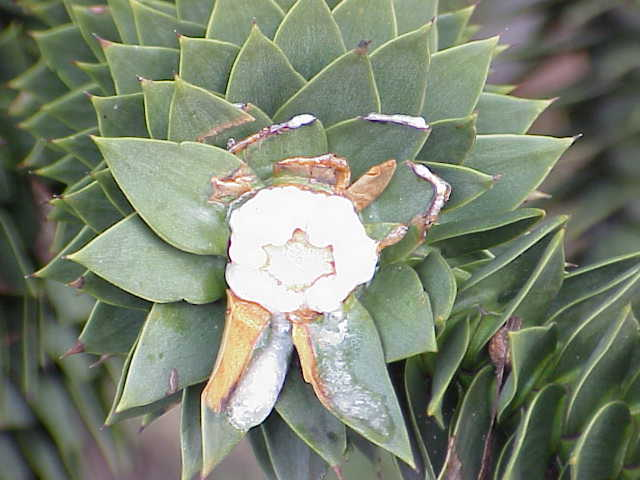
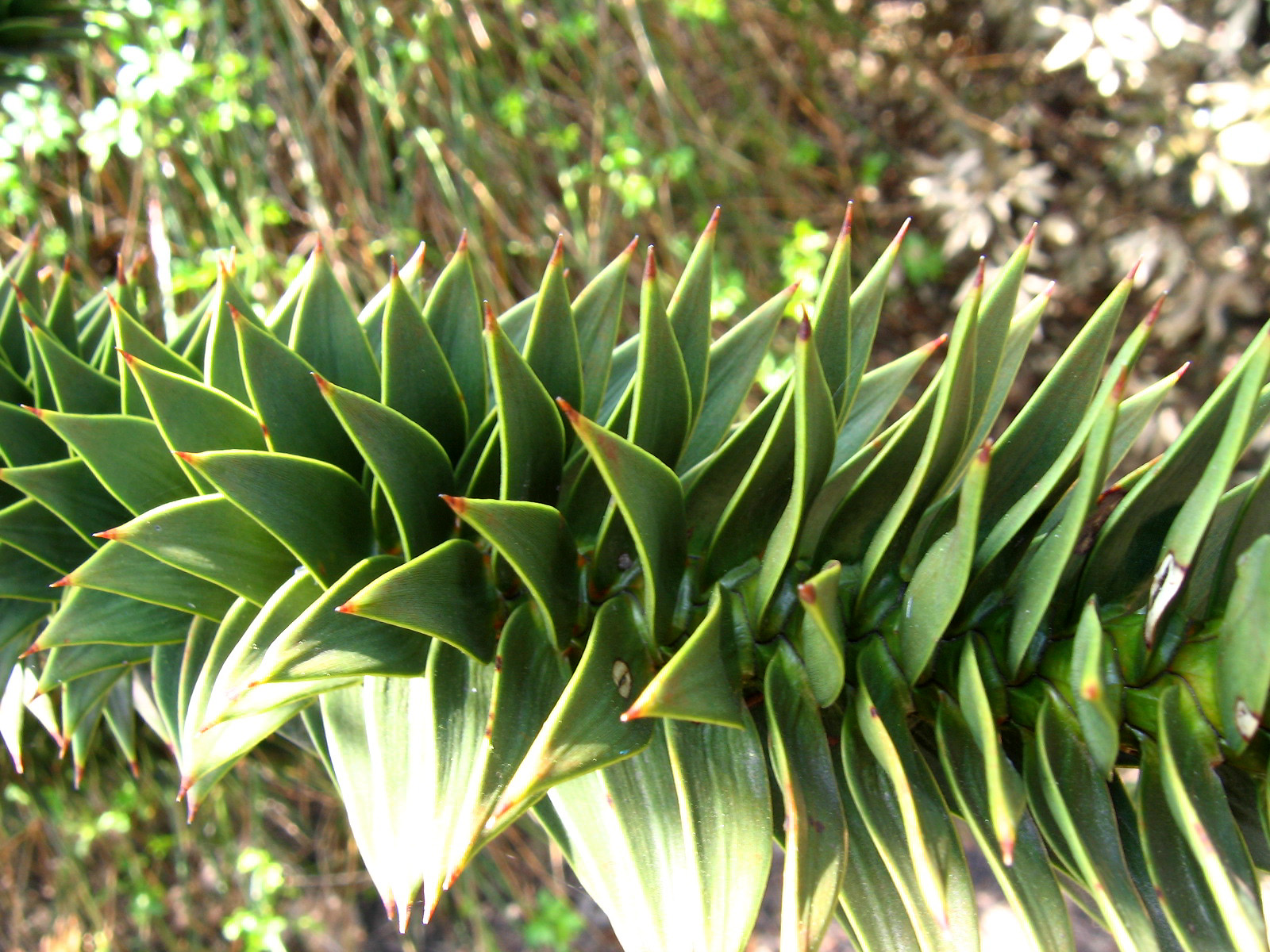
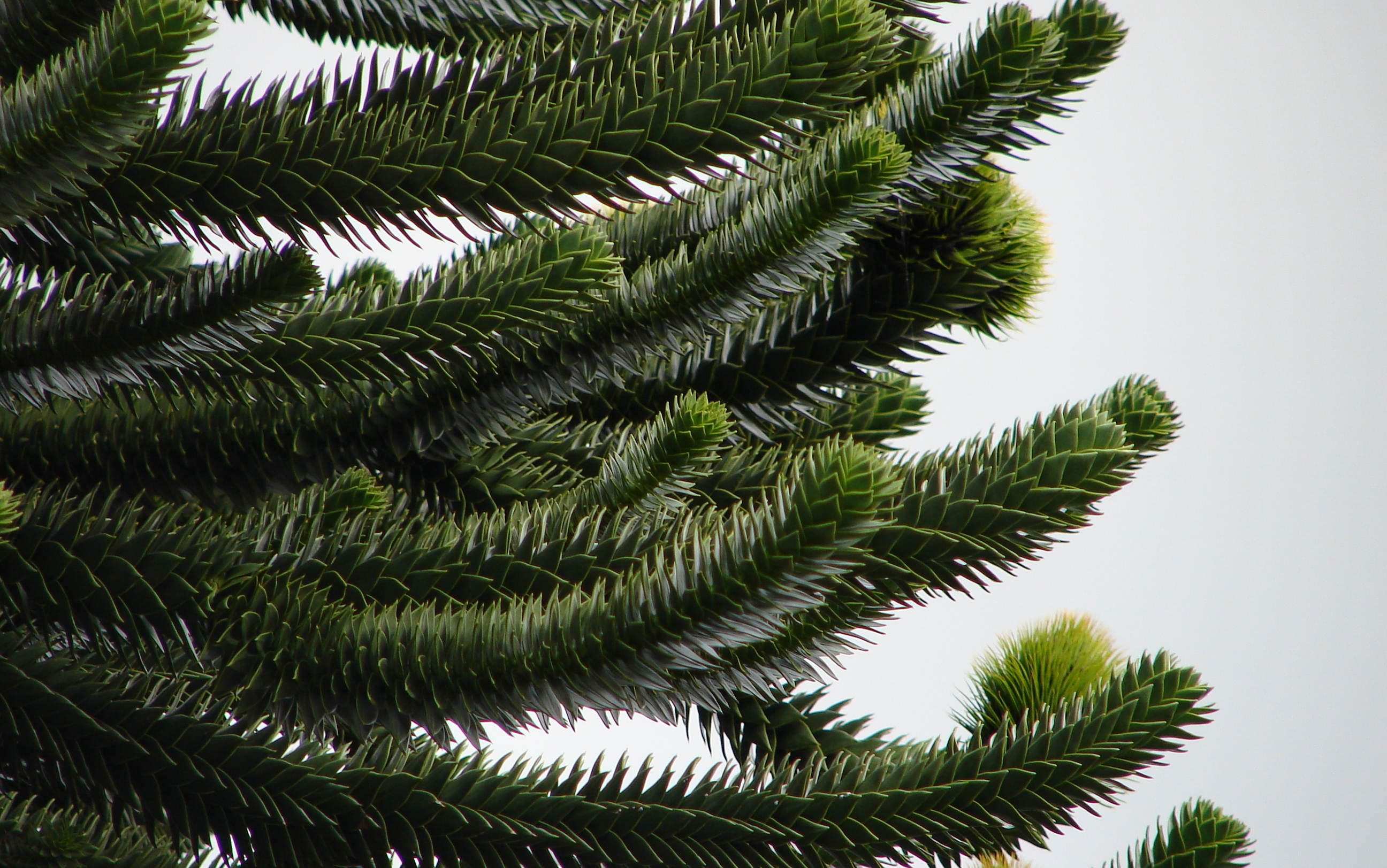
Araucaria araucana, branca
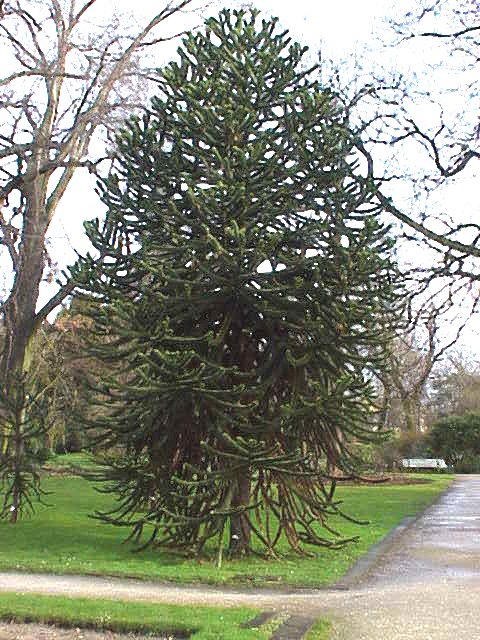
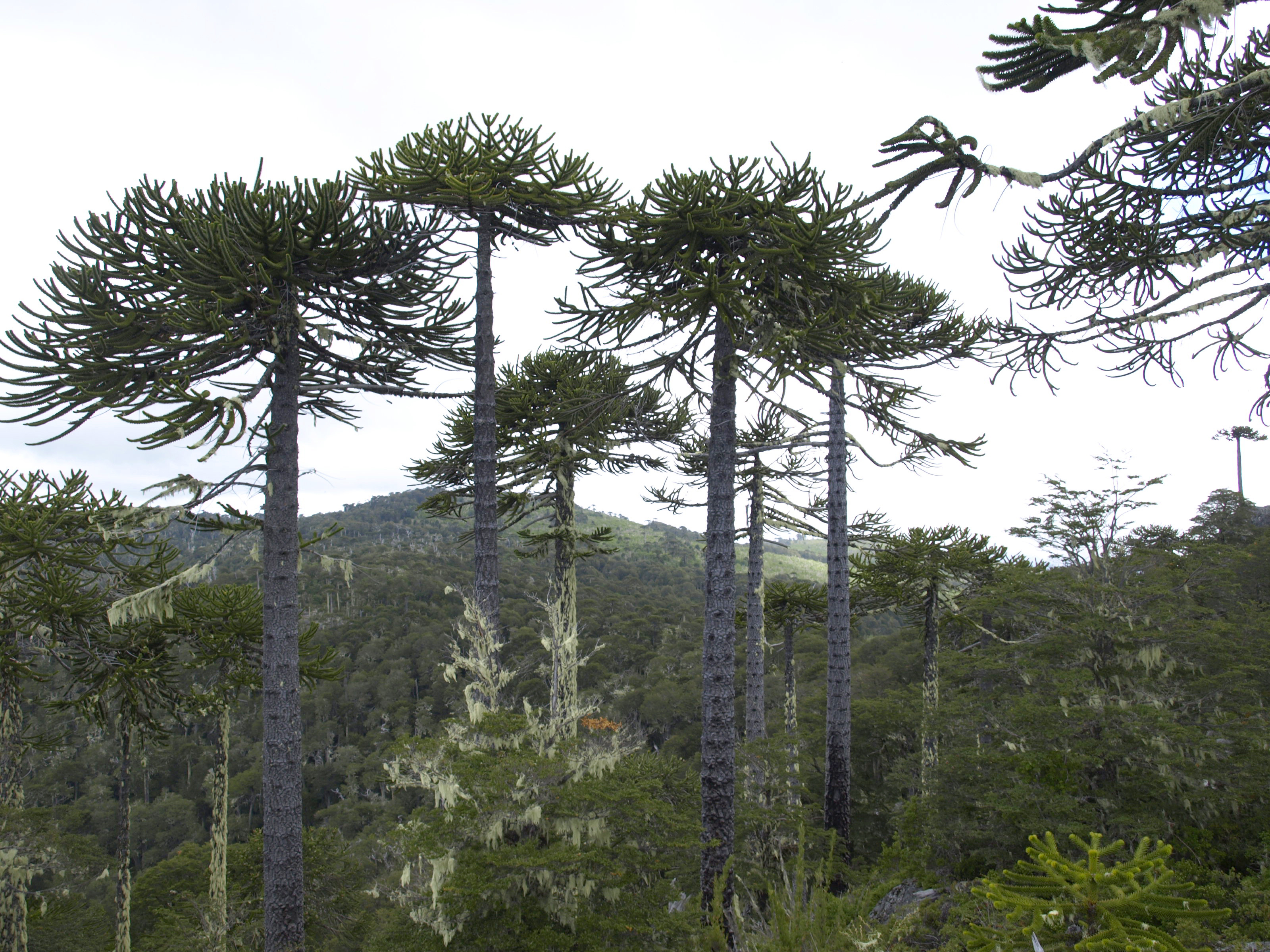
Bosc mixt amb coigüe a Nahuelbuta, Xile